# Triaenodes forficatus
Triaenodes forficatus là một loài Trichoptera trong họ Leptoceridae. Chúng phân bố ở miền Australasia.